# Kostel svatého Jana Křtitele (Střížov)
Kostel svatého Jana Křtitele  se nachází v centru vesnice Střížov v areálu hřbitova. Kostel je farním kostelem římskokatolické farnosti Střížov u Jihlavy. Jde o jednolodní pozdně barokní stavbu s gotickým polygonálně zakončeným kněžištěm a hranolovou věží na čelní straně. Mimo areál hřbitova se nachází socha svatého Jana Nepomuckého z roku 1848. Kostel je chráněn jako kulturní památka České republiky.

## Historie
Kostel byl postaven snad v 15. století, aspoň dle výzkumů nejstarší části kostela. Do barokní podoby byl kostel přestavěn na počátku 19. století, po roce 1850 byl upravován, mimo jiné i v roce 1882. Gotický vzhled pak zůstal pouze kněžišti v závěru.
Farnost ve Střížově působila nejspíše od roku 1785, kdy prvním farářem byl Jakub Jenson. Nicméně, první písemné zprávy o střížovské farnosti pochází již z roku 1360, nicméně i přesto v roce 1560 farnost zanikla, protože celé území brtnického panství bylo nekatolické. V roce 1626 se bývalé území střížovské farnosti připojilo k farnosti Brtnice, jako filiální pak pokračovalo až do roku 1785, kdy bylo povýšeno na lokálii. Patronem kostela v roce 1906 byla Matice náboženská.

## Odkazy

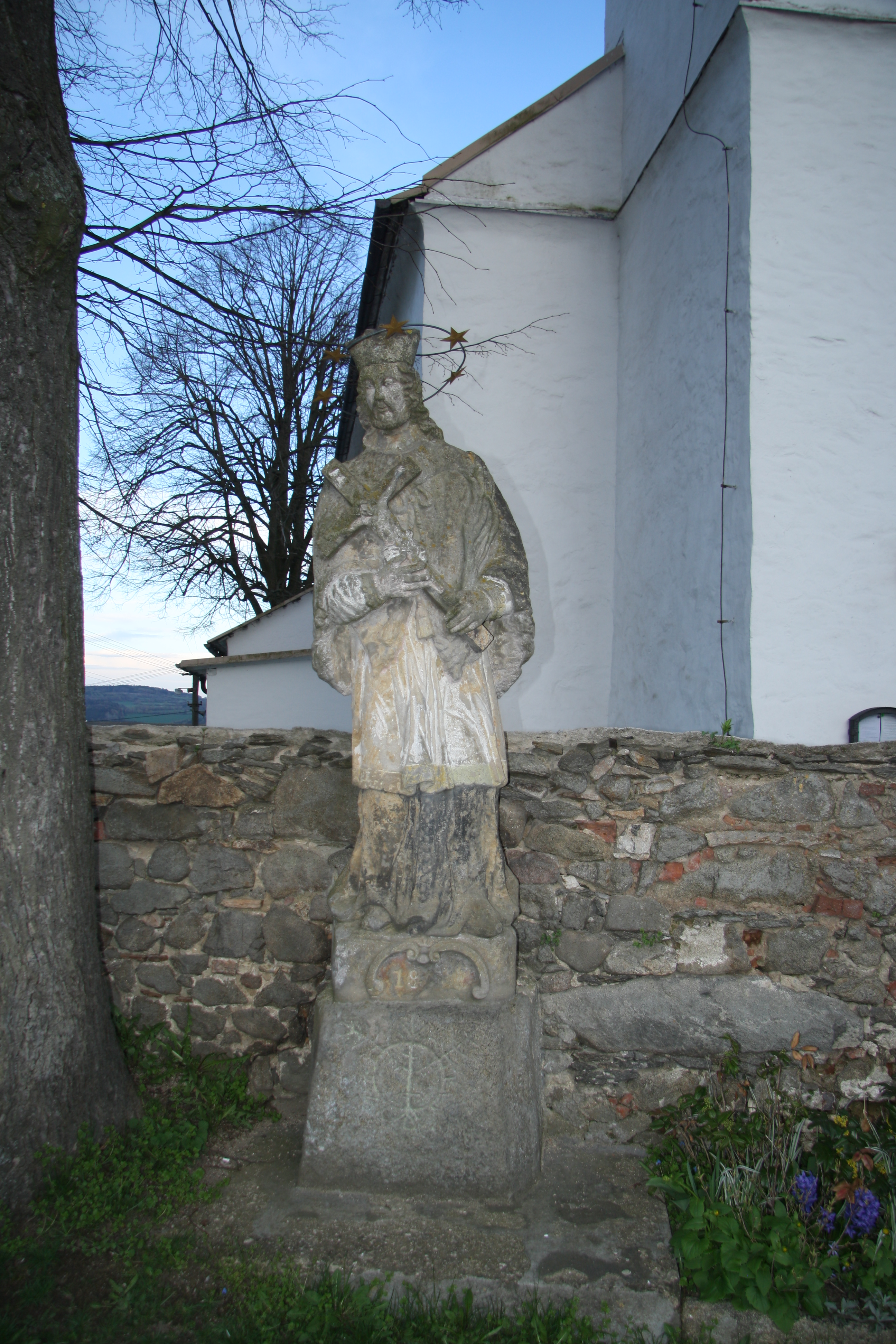
Socha sv. Jana Nepomuckého stojící před kostelem